# Extended Industry Standard Architecture

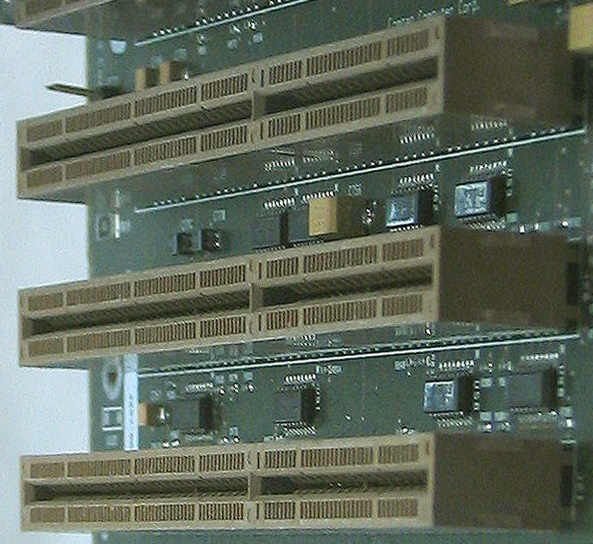
3 bussen volgens de EISA-standaard

De Extended Industry Standard Architecture (meestal afgekort tot EISA) is een busstandaard voor IBM PC's en compatibele systemen.
EISA is een uitbreiding op de Industry Standard Architecture (ISA)-busarchitectuur en werd ontwikkeld als tegenhanger van de Microchannel Architecture (MCA)-bus van IBM. De slots zijn twee keer zo diep als de gewone ISA-slots. Hierdoor blijft EISA compatibel met ISA.